# Pt100
Pt100 – termometr rezystancyjny wykonany z platyny o wartości oporu 100 Ω w 0°C.
W atmosferze obojętnej platyna może być stosowana do 1000°C, jednak pt100 stosuje się w zakresie -200°C do 800°C. Konkretny czujnik często ma niższą maksymalną temperaturę ze względu na inne zastosowane materiały.
| Temperatura, °C | Opór, Ω |
| --------------- | ------- |
| -200            | 18,49   |
| -150            | 39,71   |
| -100            | 60,25   |
| -80             | 68,33   |
| -60             | 76,33   |
| -40             | 84,21   |
| -20             | 92,13   |
| 0               | 100,00  |
| 20              | 107,79  |
| 40              | 115,54  |
| 60              | 123,24  |
| 80              | 130,89  |
| 100             | 138,50  |
| 120             | 146,06  |
| 140             | 153,58  |
| 160             | 161,04  |
| 180             | 168,46  |
| 200             | 175,84  |
| 220             | 183,17  |
| 240             | 190,45  |
| 260             | 197,69  |
| 280             | 204,88  |
| 300             | 212,02  |
| 320             | 219,12  |
| 340             | 226,17  |
| 360             | 233,17  |

W tym przypadku pomiar sprowadza się do zmierzenia oporności i przeliczeniu jej na temperaturę. By zmierzyć opór stosuje się pomiar dwu-, trój- i czteroprzewodowy w celu kompensacji rezystancji przewodów. Przy niewielkiej odległości czujnika od miernika wystarczające jest stosowanie pomiaru dwuprzewodowego. Przy większym oddaleniu korzystne jest stosowanie czterech przewodów. Dla zmniejszenia kosztów stosuje się trzy przewody i z reguły jest to metoda wystarczająca.